# Dauði Baldrs
Dauði Baldrs (în română Moartea lui Baldur) este cel de-al cincilea album realizat de către Burzum. A fost înregistrat spre sfârșitul lui 1994 și începutul lui 1995 și a fost lansat în octombrie 1997. Este primul album din cele două realizate de Varg Vikernes în închisoare, cel de-al doilea fiind Hliðskjálf.
Albumul a fost înregistrat doar cu ajutorul unui sintetizator, accesul la alte instrumente fiind interzise în închisoare; aceasta a fost situația și în cazul următorului album, Hliðskjálf. Din acest motiv stilul muzical al acestui album e foarte diferit comparativ cu precedentele albume. Genul predominant e dark ambient, dar există și elemente de muzică medievală și minimalistă, o uriașă diferență față de black metal-ul necizelat cu care ne obișnuise Burzum.
Acest album marchează începutul unei trilogii despre moartea lui Baldur și evenimentele declanșate de aceasta în concepția lui Varg Vikernes.
Titlul albumului a fost inițial Baldrs Død, dar a fost schimbat înaintea lansării. Cu toate că în broșură fiecare piesă are versuri, toate melodiile sunt instrumentale. Unele ediții rare includ un set de șase cărți de tarot.

## Lista pieselor
1. "Dauði Baldrs" (Moartea lui Baldur) - 08:49
2. "Hermoðr á Helferð" (Hermoðr într-o călătorie spre Helheim) - 02:41
3. "Bálferð Baldrs" (Incinerarea lui Baldur) - 06:05
4. "Í heimr Heljar" (În casa lui Hel) - 02:02
5. "Illa tiðandi" (Vești rele) - 10:29
6. "Móti Ragnarokum" (Spre Ragnarök) - 09:04

## Personal
- Varg Vikernes - Toate instrumentele